# Eosentomon quadridentatum
Eosentomon quadridentatum är en urinsektsart som beskrevs av Copeland 1964. Eosentomon quadridentatum ingår i släktet Eosentomon och familjen trakétrevfotingar. Inga underarter finns listade i Catalogue of Life.